# 関東大学バレーボール連盟
関東大学バレーボール連盟（かんとうだいがくバレーボールれんめい）は、関東に所在する大学バレーボール部により構成された全日本大学バレーボール連盟傘下の競技運営団体である。

## 概要
- 学連事務局　
  - 所在地　〒101-0035　東京都千代田区神田紺屋町46風月堂ビル405

## 加盟校

### 男子
- 1部から8部

2023年度 秋季

#### 1部
- 早稲田大学
- 日本体育大学
- 筑波大学
- 順天堂大学
- 日本大学
- 中央大学
- 専修大学
- 明治大学
- 慶應義塾大学
- 東海大学
- 駒澤大学
- 東京学芸大学

#### 2部
- 国士館大学
- 大東文化大学
- 亜細亜大学
- 法政大学
- 国際武道大学
- 中央学院大学
- 青山学院大学
- 立正大学
- 山梨学院大学
- 明治学院大学
- 立教大学
- 山梨大学

### 女子
- 1部から9部

#### 1部
- 筑波大学
- 東京女子体育大学
- 東海大学
- 日本女子体育大学
- 青山学院大学
- 順天堂大学
- 日本体育大学
- 嘉悦大学
- 日本大学
- 国士舘大学
- 桜美林大学
- 松蔭大学

#### 2部
- 敬愛大学
- 都留文科大学
- 大東文化大学
- 立教大学
- 江戸川大学
- 神奈川大学
- 国際武道大学
- 早稲田大学
- 明海大学
- 山梨学院大学